# スペーストラベラーズ
『スペーストラベラーズ』（Space Travellers）は2000年の日本映画。

## あらすじ
閉店間際のコスモ銀行を、三人組の強盗団が襲撃した。保(タモツ)をリーダーとする若い強盗達は孤児院で兄弟同然に育った幼馴染で、彼らの目的は、幼い頃からの憧れの「パラダイス」である南の島で暮らすことであった。だが、金庫の金を奪う際に、警備員の庄田が支店長と共に扉を閉じて内部に籠城したために計画は失敗。更に、逃げ出そうとした銀行員の清水を引き戻す騒ぎを巡回中の警官に目撃されてしまった。銀行の周囲はあっという間に警官隊に包囲され、三人の強盗達は人質を取って立て篭もるはめになった。
人質は、逃走を図った清水や、電気屋の倉沢、離婚寸前で財産分割の為に口座を解約しに来た深浦夫妻、寿退職を間近に控えた銀行員の相田みどりと、外貨の両替にやって来た謎の男・坂巻の6人だった。そんな中、婚約者で同僚の野々村が自分を見捨て、排気ダクトに潜って逃げる姿を目撃したみどりは逆上し、強盗の自動小銃を奪って野々村めがけ乱射。その弾丸が外のパトカーに当たって爆発炎上し、周囲の警官隊は騒然となった。
監視カメラの映像から、謎の男・坂巻が国際指名手配中のテロリストだと知る警察本部。犯人や人質の人数も不明な中、単なる銀行強盗ではなくテロリストの資金調達だと記者会見で発表された。テレビで会見を見た強盗達は、これを逆手にとって大人数のテロ集団を演じ、警察を混乱させて時間を稼ぐために、人質達にも犯人グループを演じさせることにした。銃を突き付けられるよりはマシと承諾し、強盗達と仲間意識で繋がり始める人質達。一同は強盗のイサオが好きなアニメ「スペーストラベラーズ」を組織名とし、各自もキャラクター名を名乗りだした。
テロリストの坂巻が、この町に住む娘に会いに来たことを知る一同。リーダーのタモツは坂巻の願いを叶えるために、別室に監禁していた大勢の銀行員を解放し、その集団に紛れて坂巻を脱出させた。やがて朝になり、警官隊の突入が開始された。強盗達は友人になったみどりらを守るために、警官隊に立ち向かう覚悟を決めた。

## キャスト
- 金城武 西山保（ハヤブサジェッター）
- 池内博之 高村功（ドラゴンアタック）
- 安藤政信 藤本誠（ブラックキャット）
- 深津絵里 相田みどり（アイリーンベア）
- 渡辺謙 坂巻隼人（クラッシュボンバー）
- 甲本雅裕 清水孝宏（カールヘンドリックス）
- 武野功雄 倉沢慎太郎（エレクトリックサニー）
- 筧利夫 深浦功一（ホイ）
- 鈴木砂羽 深浦公子（ゴールドパピヨン）
- 大杉漣 常田宣一（コスモ銀行支店長）
- 浜田雅功（ダウンタウン） 野々村清（コスモ銀行員）
- 高杉亘 SAT隊長
- 小木茂光 SIT隊長
- 中山仁 須藤正義（警視庁警視正）
- 野仲イサオ 荒井刑事（マスコミ担当）
- 伊藤洋三郎 西川刑事（須藤の側近）
- 高田聖子 バンドマネージャー
- ガッツ石松 庄田義政（元刑事の警備員）
- 北山雅康 所轄警官（江東署）
- 正名僕蔵 所轄警官（江東署）
- 星野亜希 海野ゆかり（コスモ銀行員）　テロップでは星野亜紀
- 伊藤留奈 （コスモ銀行員）
- 氏家恵 （コスモ銀行員）

## スタッフ
- 原作：児島雄一「ジョビジョバ大ピンチ」
- 監督：本広克行（ROBOT）
- 脚本：岡田惠和
- 音楽：松本晃彦
- 主題歌：クイーン「ナウ・アイム・ヒア」
- 製作：フジテレビジョン、ROBOT、東映